# 阿赫塔尔·阿卜杜勒·拉赫曼
阿赫塔尔·阿卜杜勒·拉赫曼·汗（1924年6月11日—1988年8月17日），是一名巴基斯坦陆军上將。1987年至1988年担任第五任巴基斯坦武装力量參謀長聯席會議主席，1979年至1987年担任第7任三军情报局局長。 作为巴基斯坦三军情报局局長，阿赫塔尔·阿卜杜勒·拉赫曼与美国中央情报局合作，策划了巴基斯坦對阿富汗反政府游擊隊的援助，最终设法迫使苏联撤出阿富汗。由于他与巴基斯坦总统齐亚·哈克的亲密友谊，阿塔阿都拉曼被广泛认为是前者11年军事独裁期间该国第二大权势人物。1988年8月17日，他和齊亞·哈克以及時任美国驻巴基斯坦大使一起遇难。他去世后，他的儿子胡马云和哈倫从政，被选为巴基斯坦国会議員，并多次领导关键的部长部门。